# فرودگاه بین‌المللی برانزویل/ساوث پادره آیلند
فرودگاه بین‌المللی برانزویل/ساوث پادره آیلند (به انگلیسی: Brownsville/South Padre Island International Airport) یک فرودگاه همگانی بهره‌برداری هوایی با کد یاتا BRO است که یک باند فرود آسفالت دارد و طول باند آن ۹۱۴ متر است. این فرودگاه در شهر براونزویل، تگزاس کشور ایالات متحده آمریکا قرار دارد و در ارتفاع ۷ متری از سطح دریا واقع شده‌است.

## شرکت‌های هواپیمایی و مقصدهای پروازی
| شرکت‌های هواپیمایی | مقصدهای پروازی |
| ----------------- | -------------- |
| امریکن ایگل       | دالاس-فورت ورث |
| یونایتد اکسپرس    | جرج بوش        |

امریکن ایگل operates بمباردیه سی‌آرجی ۷۰۰/۹۰۰ regional jets on their route to Dallas/Fort Worth (DFW), with یونایتد اکسپرس operating امبرائر ئی-جت، بمباردیه سی‌آرجی ۷۰۰/۹۰۰ and امبرائر ئی‌آرجی ۱۳۵/۱۴۰/۱۴۵ regional jets on their route to Houston (IAH). American Eagle and United Express services are operated via قرارداد نماد مشترک agreements with اسکای‌وست، ExpressJet and Mesa Airlines.